# Chalid ibn Ahmad Al Chalifa
Chalid ibn Ahmad ibn Muhammad Al Chalifa (ur. 4 kwietnia 1960) – dyplomata i polityk Bahrajnu. Minister spraw zagranicznych od 2005. Ambasador w Wielkiej Brytanii od 2001 do 2005, akredytowany również w Holandii, Irlandii i Norwegii (2002 - 2005), a także Szwecji (2003 - 2005).